# Томашевец (Свети Иван Зелина)
Томашевец (хрв. Tomaševec) је насељено место у саставу града Светог Ивана Зелине, Загребачка жупанија, Хрватска.

## Историја
До територијалне реорганизације у Хрватској био је у саставу старе општине Свети Иван Зелина.

## Становништво
У попису становништва из 2011. године, Томашевец је имао 198 становника.
| Број становника према пописима | Број становника према пописима | Број становника према пописима | Број становника према пописима | Број становника према пописима | Број становника према пописима | Број становника према пописима | Број становника према пописима | Број становника према пописима | Број становника према пописима | Број становника према пописима | Број становника према пописима | Број становника према пописима | Број становника према пописима | Број становника према пописима | Број становника према пописима |
| ------------------------------ | ------------------------------ | ------------------------------ | ------------------------------ | ------------------------------ | ------------------------------ | ------------------------------ | ------------------------------ | ------------------------------ | ------------------------------ | ------------------------------ | ------------------------------ | ------------------------------ | ------------------------------ | ------------------------------ | ------------------------------ |
| 1857                           | 1869                           | 1880                           | 1890                           | 1900                           | 1910                           | 1921                           | 1931                           | 1948                           | 1953                           | 1961                           | 1971                           | 1981                           | 1991                           | 2001                           | 2011                           |
| 145                            | 144                            | 160                            | 175                            | 204                            | 216                            | 233                            | 266                            | 259                            | 262                            | 245                            | 232                            | 218                            | 211                            | 208                            | 198                            |

Напомена: Од 1921. до 1991. исказивано под именом Томашевец Бисашки.